# 米特里達梯六世
米特里達梯六世（拉丁化：Mithridates Eupator Dionysos；前132年或前131年—前63年）或译为密特里达提六世，是本都王国的一位国王，前121年至前63年在位。他的外号“Ευπάτωρ”的意思是“出身高贵的”，另一个外号“Διόνυσος”则是酒神的名字。米特里達梯六世是罗马共和国末期地中海地区的重要政治人物，也是罗马最著名的敌人之一；他与罗马之间为争夺安纳托利亚而进行的三次战争，历史上称为“米特里达梯战争”。

## 早期统治
米特里達梯六世是本都国王米特里達梯五世的儿子。本都是安纳托利亚地区的一个希腊化国家，但她的王室却可能具有伊朗血统。这点可以从本都诸王常用的名字米特里達梯看出，该词意为“密特拉的赠礼”（密特拉是伊朗拜火教的神祇）；而且本都王室本身也曾声称他们是古波斯帝国阿契美尼德王朝的后裔。当米特里達梯五世于前121年死于宫廷阴谋之时，继位的米特里達梯六世还只是一个孩子；从这一年起，实际是由他的母亲盖斯派皮里斯以摄政身份执掌大权。某些不可靠的传说称，盖斯派皮里斯企图永久垄断权力，甚至图谋杀死自己的亲生儿子。这些传说并无更多证据，但米特里達梯与其母之间存在严重矛盾却是真的。约前115年，羽翼已丰的米特里達梯六世推翻了母亲并将其监禁（有些记载认为他杀死了母亲），开始亲自执政。为了消灭一切对其权力的威胁，米特里達梯处死了自己所有的兄弟姐妹，除了被他占为妻子的妹妹拉奥迪凯以外。
米特里達梯六世雄心勃勃地想要让自己的王国成为主宰黑海地区和安纳托利亚的强权。本都在米特里達梯五世统治时代即已日趋强盛，兼并了周围的一些地区，现在米特里達梯六世则准备推行大规模的扩张。他首先吞并了小亚美尼亚和黑海东岸的希腊人移民城市科尔基斯，继而向黑海北岸的草原地带进军，这导致他与游牧的斯基泰人发生冲突。黑海北岸的一些希腊化小国正受到斯基泰人的侵袭，因而成为米特里達梯的天然盟友。此类小国中不乏博斯普鲁斯王国和赫尔松涅斯这样地理位置重要的国家，为了获得米特里達梯六世的保护，她们愿意成为本都的藩属。前110年，米特里達梯六世派大将迪奥凡图斯率军侵入克里米亚，击败了斯基泰人及其盟友罗克索拉尼人（萨尔马特人的一支）。斯基泰人蒙受到了巨大的伤亡，在刀剑的逼迫下他们不得不向米特里達梯六世臣服。在此之后，米特里達梯六世又控制了黑海西北岸的奥尔维亚等城，并同居住在该地的色雷斯人和斯基泰人诸部落建立联盟。这样，他实际已成为黑海沿岸地区的霸主。

## 向安纳托利亚扩张

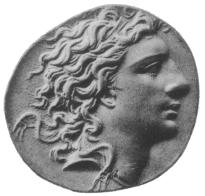
本都钱币上的米特里達梯六世

在成功控制黑海之后，米特里達梯六世将他的注意力转向了安纳托利亚。但那里存在着强大的阻力，因为罗马人已经在亚洲站稳了脚跟；弗里吉亚、奇里乞亚被并入罗马的行省，而在卡帕多细亚和比提尼亚，罗马的影响也占据着主导地位。除了在亚细亚行省和奇里乞亚行省进行直接统治外，罗马还不同程度地控制着当地许多大小王国，包括比提尼亚在内。米特里達梯六世若想渗入这一地区，就要冒触犯罗马人利益的风险。
约前106年，米特里達梯六世与比提尼亚国王尼科美德三世联合，瓜分了帕弗拉戈尼亚和加拉太地区。但米特里達梯六世知道尼科美德三世深受罗马人影响，并且由于罗马对米特里達梯势力扩展的忧虑，尼科美德和他的王国正被捆到反对本都的战车上去。卡帕多细亚问题成为双方决裂的导火索。在卡帕多细亚国王阿里阿拉特六世死后，尼科美德三世娶了他的遗孀拉奥迪基，以此为依据占领了卡帕多细亚。但拉奥迪基本身是米特里達梯六世的姐姐，本都国王因此也要求控制卡帕多细亚。双方在宫廷里策划阴谋，同时进行公开战争；在这一期间，有几位傀儡性质的卡帕多细亚国王被推上王位（阿里阿拉特七世，阿里阿拉特八世和阿里阿拉特九世）。尼科美德三世屡次被米特里達梯打败，于是请求罗马进行干预。罗马人在前95年大规模介入，但却狡猾地排斥了本都和比提尼亚双方的傀儡，而把一个直接受制于罗马的人物阿里奥巴尔赞一世推上王位。
在争夺卡帕多细亚的斗争中米特里達梯六世找到了一个强大的盟友：亚美尼亚国王提格兰二世。提格兰二世与米特里達梯结成反罗马联盟，并且娶了米特里達梯的女儿克利奥帕特拉。前92年提格兰二世的军队将阿里奥巴尔赞赶走，占领了卡帕多细亚。罗马元老院命令奇里乞亚总督卢基乌斯·科尔内利乌斯·苏拉率军恢复那里的局势。苏拉成功地击退了提格兰二世，并一直进军到美索不达米亚境内；但当他起程返回欧洲时，米特里達梯六世突然出兵，再次占领了卡帕多细亚。

## 与罗马的战争
比提尼亚国王尼科美德三世死于约前94年；他的继任者尼科美德四世完全听命于罗马。在占领卡帕多细亚后不久，米特里達梯六世即策划推翻尼科美德四世，但是他的阴谋败露。罗马人迅速作出反应，派遣资深执政官马尼乌斯·阿基利乌斯和亚细亚行省总督卢基乌斯·卡西乌斯率军干预。米特里達梯六世被迫退却，罗马人打败了他支持的比提尼亚僭君索克拉底（尼科美德四世的叔叔），并乘胜夺回了卡帕多细亚。恢复王位的尼科美德四世在马尼乌斯·阿基利乌斯怂恿下侵入本都进行报复，这终于导致了第一次米特里達梯戰爭。
罗马从前90年起陷入了同盟者战争的困境，几乎无力保卫其在意大利以外的领土和势力范围。这给米特里達梯六世制造了机会，导致他在战争开始时占据绝对优势。前89年米特里達梯六世侵入比提尼亚，迅速打败了尼科美德四世的军队及其罗马盟友。本都军队蹂躏了比提尼亚全境，继而侵入罗马领土亚细亚行省，一直打到了马尔马拉海。由于罗马人在亚洲的统治十分残暴，当地居民对他们被赶走感到非常高兴，而把米特里達梯六世当成是救星。米特里達梯六世甚至被一些地方的居民当作酒神狄俄倪索斯来崇拜，他的外号“Διόνυσος”就是这么来的。罗马军队的指挥官马尼乌斯·阿基利乌斯在兵败后企图逃走，但他在米蒂利尼（位于莱斯沃斯岛上）被当地人执获并交给本都军队。米特里達梯六世用非常残忍的方式将阿基利乌斯处死（以熔化的黄金灌入咽喉）。
到前88年晚些时候米特里達梯六世几乎已征服了整个安纳托利亚西部。在占领该地区后，据说他下令处死了住在那里的所有罗马公民（包括意大利人）。古典作家记载有超过8万名包括妇孺在内的罗马公民在这次屠杀中遇害。为了在当地站稳脚跟，米特里達梯宣布免除小亚细亚诸城市5年内的一切税收，并将王国的都城从本都本土迁至帕加马。
在征服安纳托利亚之后，米特里達梯六世挥师进军欧洲。他以希腊文化作为政治工具：为了争取希腊人的支持，他把自己装成希腊文明的保护者。还在亚洲扩张时，米特里達梯六世就充当黑海地区希腊人城邦的保护人，帮助希腊人抵御游牧民族。斯特拉波提到最主要的希腊城市之一赫尔松涅斯因面临野蛮人（可能是指斯基泰人）的威胁，向米特里達梯六世求援并表示愿意成为他的藩属。在欧洲他也继续这种政策，尽可能地利用希腊人对罗马征服者的憎恨。米特里達梯的策略一开始收到了良好的效果。在提洛岛发现了米特里達梯六世在希腊世界受到欢迎的最主要的证据：一座由雅典祭司为他修建的英雄祠。前88年末米特里達梯六世派其子率先头部队占领马其顿，同时调遣舰队进入爱琴海，攻占了许多岛屿。这些军事行动结合他的宣传战的成果，使希腊局势迅速出现变化。许多城邦相信，米特里達梯六世将帮助她们摆脱令人憎恶的罗马统治，恢复独立；在雅典等大城因而发生了支持米特里達梯的政变。结果到前87年，除了伊庇鲁斯之外，整个希腊都投向了米特里達梯六世，罗马人已经完全失去了对东方的控制；他们被迫采取非常措施。此时罗马的国内局势实际已经混乱不堪，盖乌斯·马略和卢基乌斯·科尔内利乌斯·苏拉两位统帅之间的长期斗争正愈演愈烈。元老院希望让苏拉立即率军前往东方结束米特里达梯战争，但遭到马略派的强烈反对。苏拉为夺取权力终于采取了最激烈的手段，于前88年带兵攻占了罗马城，马略及其同党被迫出逃。苏拉在控制罗马之后推行了一系列实际使他居于统治地位的法令，包括取消保民官的否决权；然后率军前往东方准备与米特里達梯六世决战。
前87年苏拉在伊庇鲁斯登陆，并迅速取得了一个又一个胜利。米特里達梯六世的军队在彼奥提亚、雅典和喀罗提亚等地都被打败，到前86年又在奥尔赫门涅斯战役中失利，其结果是被赶出希腊本土。同时在安纳托利亚他的统治也出现危机，以弗所等城市发生了亲罗马集团的叛乱。追击的罗马军队又进入亚洲，攻克了米特里達梯的新都帕加马。但苏拉却无法利用这种局势彻底摧毁本都王的势力，因为在罗马，马略和他的主要支持者卢基乌斯·科尔内利乌斯·秦纳已经消灭了苏拉派的力量，夺取了政权。苏拉急于回师意大利与马略作战的心理使米特里達梯六世获得了讲和的机会。前85年，米特里達梯六世与苏拉在达尔达努斯签订和约，承诺放弃在战争中征服的所有土地并向罗马支付3000塔兰特赔款。第一次米特里达梯战争至此结束。这次战争的失败虽然使米特里達梯六世暂时丧失了进攻的能力，但却并没有将他打垮。
在战争结束后，米特里達梯六世重建了他的军队，并仍然保有黑海周边的征服地。罗马人在亚洲留驻了两个军团，由卢基乌斯·李锡尼·穆雷纳管制。穆雷纳以米特里達梯六世重整军备为由，擅自发兵入侵本都，引起了第二次米特里達梯戰爭（前83年~前82年）。在这次战争中，穆雷纳的军队被米特里達梯六世击败，致使苏拉亲自出面干预。穆雷纳服从苏拉的决定，不再干涉米特里達梯六世的活动，于是战争停止。米特里達梯六世趁机把女儿嫁给罗马人支持的卡帕多细亚国王阿里奥巴尔赞一世，再次控制了卡帕多细亚的部分地区。
在第二次米特里达梯战争结束后，米特里達梯六世的地位更加强大，并开始重新策划扩张活动。他与控制西班牙的原马略派将领塞尔托里乌斯（此人实际已在伊比利亚半岛形成割据政权）结盟，并和横行地中海的海盗集团建立联系，以图对罗马形成牵制。苏拉死后罗马的长期内乱（贵人派和平民派的激烈斗争）更为米特里達梯提供了机会。
前74年比提尼亚国王尼科美德四世去世，遗命将整个比提尼亚王国赠给罗马。米特里達梯六世担心罗马人扩张到自己家门口，因此在罗马人准备吞并比提尼亚时率领了一支庞大的军队前去阻止，第三次米特里達梯戰爭由是爆发。本都军队在战争开始时占据上风，迫使罗马人撤退，并攻入罗马的亚细亚行省。而后罗马将领卢库卢斯经过苦战阻止了米特里達梯的攻势，并转入反攻。米特里達梯无力抵抗卢库卢斯，被迫放弃本都逃往亚美尼亚的提格兰二世处。卢库卢斯继续前进，在亚美尼亚战胜了米特里達梯六世和提格兰二世的军队；但是罗马的政治斗争使他被剥夺了在前线的指挥权，而且他的军队这时已由于长期艰苦的战斗而军心不稳。结果最后是庞培被派来结束这场战争，他也成为这次战争的最大受益者。庞培在前66年攻入本都，追击米特里達梯六世直到幼发拉底河上游，在那里以压倒优势的军力彻底击败了米特里達梯。

## 从败北到死亡
在前65年败于庞培之后，米特里達梯六世逃往克里米亚。他在当地招募军队企图东山再起，但未能成功。前63年，他在罗马人的追剿之下撤退到潘提卡派昂（今刻赤）的要塞，在那里带领一支很小的军队向北前进。在抵达科尔基斯后，米特里達梯六世绕道黑海东北岸前往博斯普鲁斯，那里由他的长子曼卡雷斯统治。然而当他抵达曼卡雷斯的宫廷后，却发现后者已经投靠了罗马人。米特里達梯六世遂逼迫曼卡雷斯自杀，攫取了博斯普鲁斯王国的王位，希望以此为根据地图谋发展。米特里達梯六世广泛征召斯基泰人，希望利用他们来复国，并策划一项翻越阿尔卑斯山进攻意大利的宏伟战略。但米特里達梯的横征暴敛导致当地人发动了大规模的起义，许多重要城市发生叛乱；更严重的是，他的野心勃勃的儿子法尔纳克也站到了起义者一边。米特里達梯六世被叛乱者（由他的儿子领导）围困在宫内，由于担心可能被罗马人俘虏，他决定自杀。据说他先逼迫自己的两个尚未成年的女儿服毒自尽，然后自己服毒；然而由于他对毒药的免疫力，他未能死成。按照阿庇安在《罗马史》中的说法，米特里達梯六世在自杀失败后命令一名侍从比图伊图斯用剑刺死了自己；而卡西乌斯·迪奥则认为米特里達梯六世在毒死了妻子和女儿之后死于乱兵之中。
法尔纳克为了讨好罗马人而将米特里達梯六世的遗体送往庞培处，庞培却大度地下令为米特里達梯举行葬礼，并安葬在西诺普本都历代先王的墓地里。
今天的乌克兰城市叶夫帕托里亚是因为米特里達梯六世而得名（源自米特里達梯的外号：“出身高贵的”）。

## 轶闻与传说
围绕着米特里達梯六世产生了许多有趣的传说。这是由于古典作家在描述米特里達梯时往往带上传奇色彩，把他描写成一个冷酷无情、好色成性而又精力过人、天资卓越的人物。比如关于他惊人的记忆力和语言学习能力：老普林尼和其他一些作者都记载说，米特里達梯六世能流利地使用他所统治的22个民族中任何一个民族的语言（“米特里達梯，作为二十二个民族的国王，用每个民族的语言书写他的法律，并且能在不用翻译的情况下用所有这些语言演说”）。另一个传说是关于他和母亲之间的严重不和。据说在他的父亲遇刺后，由于母亲阴谋杀害他，米特里達梯六世被迫逃出王宫，在野外单独生活了7年。在那里他像个野孩子一样坚强地活了下来，并锻炼出强健的体魄和不挠的毅力。
最有名的传说是关于米特里達梯六世对毒药的抵抗力。据说他用每天服食少量毒药的方法来获得对毒物的免疫力，这个说法在古典作家中流传很广。此外，据说他还服用一种“超级解毒剂”，可以对付世界上所有毒药。古罗马学者奥卢斯·科尔内利乌斯·凯尔苏斯在他的百科全书式医学著作《De Medicina》中描述了这种复杂的解毒剂（凯尔苏斯称之为“米特里達梯解毒剂”）：
“但是最著名的解毒剂是米特里達梯的……它包括艾菊1.66克，菖蒲20克，金丝桃、树胶、波斯阿魏、金合欢汁、伊利里亚鸢尾、白豆蔻各8克，茴芹12克，高卢甘松、龙胆根和乾蔷薇叶各16克，罂粟和香芹各17克，桂皮、虎耳草、毒麦、长胡椒各20.66克，安息香21克，海狸香、乳香、大花寄生草汁、没药、愈伤草各24克，三条筋叶24克，灯心草的花、松脂、波斯树脂、克里特胡萝卜种各24.66克，甘松和麦加香脂各25克，荠菜25克，大黄根28克，番红花、薑、肉桂各29克。这些原料被捣碎之后以蜂蜜搅和在一起”。
老普林尼在他的《自然史》中则说，米特里達梯六世服用的是一种更夸张的、包含54种成分的解毒剂。这解毒剂被装在一只盖好的长颈瓶裡，它可以保存至少两个月。米特里達梯六世每天服用一点这种解毒剂以防备有人对他下毒。
一些传说认为，米特里達梯六世这种定期服用毒药和解毒剂的习惯由一群从不离开他的斯基泰萨满教祭司监督着。当米特里達梯睡觉时，一群动物看守在他床边：一匹马，一头牛和一头鹿。一旦有人企图接近国王的床榻，这些动物就会把米特里達梯吵醒，并攻击侵入者。

## 资料来源
- 《外国历史名人传》，中国社会科学出版社，书号：11114·4
- 《简明不列颠百科全书》
- 《世界通史》，上古卷，周一良等编，人民出版社，书号：11001·201